# Coryphopteris atjehensis
Coryphopteris atjehensis är en kärrbräkenväxtart som beskrevs av Holtt. Coryphopteris atjehensis ingår i släktet Coryphopteris och familjen Thelypteridaceae. Inga underarter finns listade.